# Oecismus kazdagensis
Oecismus kazdagensis är en nattsländeart som beskrevs av Füsun Sipahiler 1996. Oecismus kazdagensis ingår i släktet Oecismus och familjen krumrörsnattsländor. Inga underarter finns listade i Catalogue of Life.